# Jerzy Świderski (1929–2017)
Jerzy Tomasz Świderski ps. Lubicz (ur. 21 grudnia 1929 w Warszawie, zm. 22 stycznia 2017) – polski lekarz kardiolog, profesor nauk medycznych, powstaniec warszawski, autor publikacji o tematyce powstańczej i harcerskiej.

## Życiorys
Urodził się 21 grudnia 1929 w Warszawie w rodzinie doktora medycyny, kapitana Edwarda Świderskiego (1891–1972, ps. „Doktor”) i Marii Świderskiej (1900–1968, ps. „Maniuta”). Jego starszym bratem był Bohdan Świderski (1919–1944, ps. „Zaskroniec”).
Jerzy Świderski jako dziecko trafił do Harcerskiej Szkoły Powszechnej im. Andrzeja i Olgi Małkowskich w Warszawie (ul. Krucza, później Natolińska). Podczas Obrony Warszawy 1939 był gońcem Obrony Przeciwlotniczej. W czasie okupacji niemieckiej służył w tajnym harcerstwie – w Warszawskiej Drużynie Harcerzy im. Tadeusza Rejtana. Pod koniec 1943 roku przeszedł kurs łączności. W tym czasie wstąpił w szeregi Armii Krajowej. Uczestniczył w akcjach „małego sabotażu”. W powstaniu warszawskim był łącznikiem w Plutonie Łączników Kompanii Harcerskiej batalionie „Gustaw” Zgrupowania „Róg”. Podczas walk został ranny.
Po powstaniu działał w 2. i 23. Warszawskiej Drużynie Harcerskiej im. Bolesława Chrobrego przy I Państwowym Gimnazjum i Liceum im. Stefana Batorego. W 1945 został zatrzymany przez funkcjonariuszy Urzędu Bezpieczeństwa; wkrótce aresztowany. Skazany na 3 lata więzienia, przetrzymywany był w więzieniu mokotowskim. W 1948, po amnestii, został zwolniony. Następnie zdał egzamin maturalny (1948) w Państwowym Gimnazjum i Liceum im. Stefana Batorego w Warszawie i rozpoczął studia na Uniwersytecie Warszawskim, a później na Akademii Medycznej. W tym czasie nadal działał w harcerstwie. Rozpoczął także pracę asystenta w Zakładzie Histologii i Embriologii. Akademię ukończył w 1953 roku, zaś w 1960 obronił doktorat. W 1970 uzyskał docenturę, a w 1984 – tytuł profesora nauk medycznych.
W kwietniu 1945 roku dowodził kilkunastoma harcerzami z Warszawskiej Chorągwi Hufców Polskich uzbrojonymi w granaty, którzy przeprowadzili udaną akcję na skład amunicji strzeżony przez żołnierzy Armii Czerwonej.
1 października 1983 dokonał odsłonięcia pomnika Małego Powstańca.
Autor m.in. Dziennika harcerza powstańca. 63 dni w dzienniczku czternastoletniego chłopca oraz Harcerze 1944–1956. Najmłodsi w Powstaniu Warszawskim, drugiej konspiracji i więzieniach bezpieki.
Jego żoną była artystka specjalizująca się w tkaninie artystycznej Barbara Levittoux-Świderska, która po jego śmierci w 2017 przekazała do Archiwum Akt Nowych archiwum swojego męża.
Drugą transzę wdowa przekazała, w tym samym roku, do Polskiej Akademii Nauk Archiwum w Warszawie. Materiały otrzymały sygnaturę archiwalną III-523. Dokumentacja posiada charakter materiałów twórczości i działalności naukowej, biograficznych i rodzinnych